# Shielfield Park
Le Shielfield Park est un stade multifonction construit en 1954 et situé à Berwick-upon-Tweed.
D'une capacité de 4 131 places dont 1 366 assises, il accueille depuis sa création les matches à domicile des Berwick Rangers, club membre de la Scottish Professional Football League. Il a la particularité d'être situé en Angleterre, dans le Northumberland, et non en Écosse, au sein du championnat dans lequel il évolue. Le stade est aussi celui de l'équipe de speedway Berwick Bandits (en).

## Histoire
Il existe un terrain de football depuis 1890 à l'emplacement du Shielfield Park, nommé d'après le propriétaire du terrain, un boucher local appelé William Shiels Dods. L'équipe des Berwick Rangers avait joué auparavant joué dans de nombreux autres endroits de la ville avant de se sédentariser au Shielfield Park. Cela a été fait à la suite de l'entrée dans la Scottish Football League en 1951 et d'une belle aventure en Coupe d'Écosse lors de l'édition 1953-54. L'argent récolté à cette occasion a permis au club d'acheter à la fois le terrain et une tribune auprès du club anglais de Bradford City. Le match d'ouverture fut une rencontre amicale contre les Anglais d'Aston Villa. 
Des difficultés financières obligèrent en 1985 le club à vendre le stade à la ville qui lui loua en retour. Les toitures des tribunes furent démontées en 1990 pour raison de sécurité. L'aggravation des difficultés financières du club ne lui permirent plus de louer le stade et le bail du Shielfield fut récupéré par une société organisatrice de courses de lévriers qui ne voulut pas dans un premier temps trouver un arrangement avec le club pour le partage du stade. Ainsi, pendant un court temps (5 matches), ils durent chercher d'autres stades pour les accueillir. Mais rapidement, un arrangement fut trouvé et les Berwick Rangers purent de nouveau jouer au Shielfield Park. En août 1995, le club des supporteurs racheta le stade sous le nom de Berwick Rangers Supporters Trust, mettant fin ainsi à cette situation précaire.
Depuis 1968, le stade est aussi utilisé par l'équipe de speedway des Berwick Bandits (en), sauf entre 1980 et 1996 où le club avait déménagé dans un stade situé à proximité d'Ancroft. 
Le stade dispose d'une tribune principale qui contient les 1 366 places assises. À l'opposé, se trouve une terrasse couverte, surnommé Ducket. Les espaces derrière les buts ne sont pas utilisés pour l'accueil de spectateurs. À proximité du stade se dresse l'imposante masse d'une brasserie industrielle.

## Affluence
Le record d'affluence a été établi le 28 janvier 1967 pour un match de Coupe d'Écosse entre Berwick Rangers et les Rangers avec 13 365 spectateurs (match doublement entré dans l'histoire car remporté 1-0 par Berwick (en)).
Les moyennes de spectateurs pour les précédentes saisons sont :
- 2014-2015: 466 (League Two)
- 2013-2014: 468 (League Two)
- 2012-2013: 914 (Division Three)

## Transport
La gare la plus proche est la gare de Berwick-upon-Tweed (en), située à 20 minutes à pied. Le stade est rapidement accessible depuis l'A1.